# Otidea leporina
Otidea leporina (August Batsch, 1783 ex Leopold Fuckel, 1870), este o ciupercă comestibilă, saprofită din încrengătura Ascomycota, în familia Pyronemataceae și de genul Otidea. Buretele este denumit în popor urechea iepurelui sau urechea vulpii. Soiul se dezvoltă în România, Basarabia și Bucovina de Nord, crescând mai ales în grupuri și tufe, dar și solitar, preferat în regiuni montane, prin păduri de conifere pe sol și între mușchi, adesea și pe trunchiuri moarte de rășinoase aflate  în putrefacție. Timpul apariției este din (iulie) august până la sfârșitul lui noiembrie.
Epitetul se trage din cuvântul latin (latină lepus=iepure),

## Taxonomie
Specia fost descrisă pentru prima dată drept Peziza leporina de botanistul german August Batsch în volumul 1 al lucrării sale Elenchus Fungorum latine et germanice din 1783 și transferată la genul Otidea de către renumitul compatriot al lui, anume Leopold Fuckel, de verificat în publicația sa în jurnalul micologic Jahrbücher des Nassauischen Vereins für Naturkunde din 1870. Toate celelalte încercări de redenumire sunt acceptate sinonim, dar, nefiind folosite, sunt neglijabile.   

## Descriere

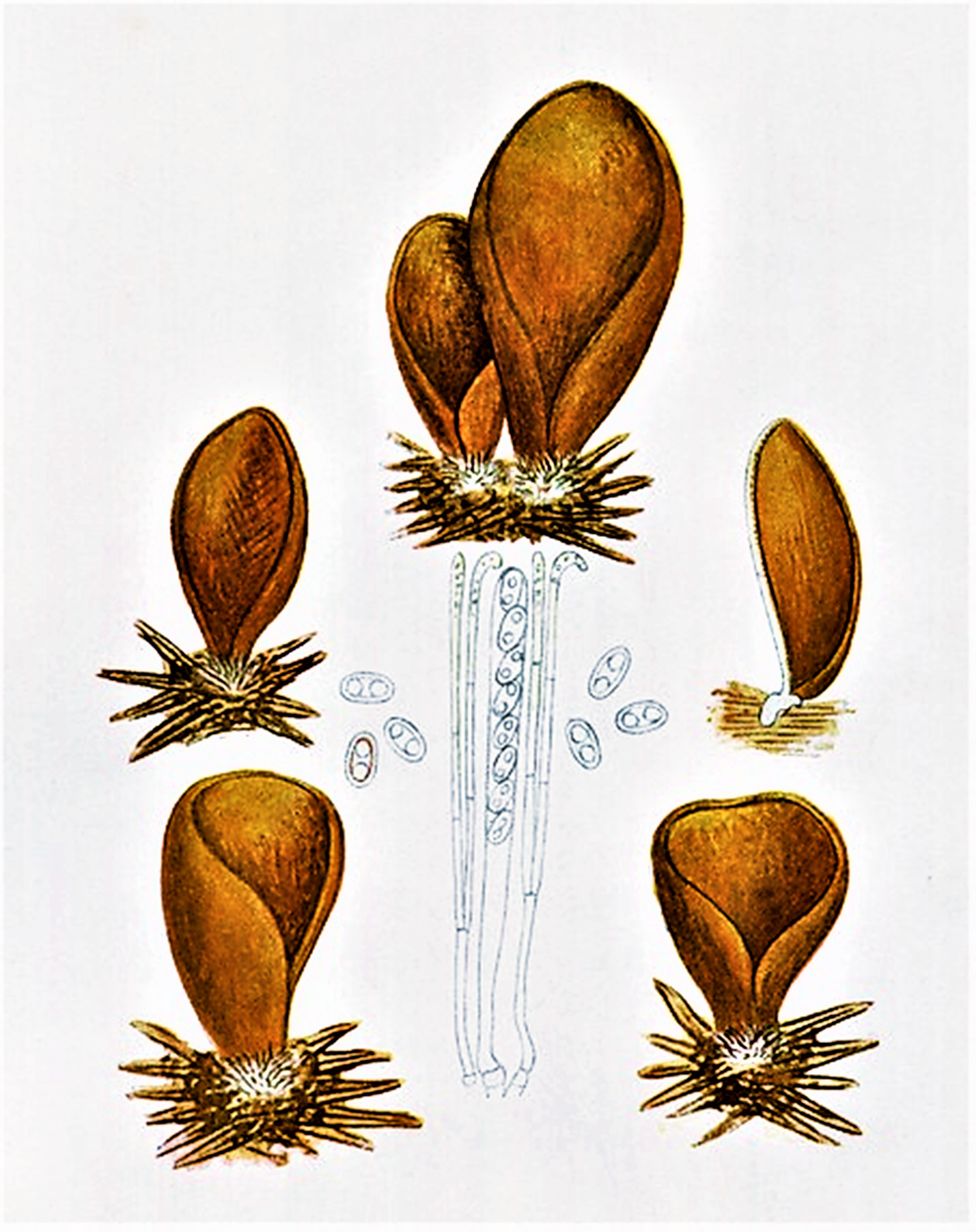
Bres. Otidea leporina

- Corpul fructifer: cu o înălțime de 2-5 cm și o lățime de 2-3 cm, are formă de ureche cu marginea răsfrântă spre interior, fiind în cele mai multe cazuri alungit și ascuțit la vârf pe o parte precum despicat până la abordarea pediculului, fiind descentrat față de picior (dacă există). Suprafață inferioară (superioară), cea fertilă (adică cea căptușită cu stratul himenal care va produce sporii) este netedă, de culoare variabilă de la galben deschis, ocru, peste palid maroniu, brun-gălbui până la castaniu, dar fără nuanțe roșiatice. Partea exterioară și sterilă este netedă până cleioasă și diferă de asemenea în colorit, care poate fi ocru-gălbui, ruginiu sau brun ca scorțișoara. Astfel seamănă adesea unei urechi de vulpe sau iepure.
- Piciorul: lipsește destul de des. Dacă există, este scurt (0,5-1,0 cm) și rudimentar, ușor striat, fiind la bază alb-pâslos.
- Carnea: este destul de fragilă și ceroasă, cu un miros slab și plăcut și un gust dulceag.[3][4][5]
- Caracteristici microscopice: are spori cu o mărime de 12-15 x 6-8 microni, sunt netezi, elipsoidali, hialini (translucizi), fiecare din ei conținând două picături uleioase. Culoarea lor este albicioasă. Ascele cilindrice precum la bază atenuat pețiolate măsoară în general 180-240 x 10-12 microni și conțin câte 8 spori fiecare. Parafizele sunt înguste (2-2,5 µm) cu capete spintecate sau curbate. Hifele măsoară 60-80 x 8-12 microni.[6]
- Reacții chimice: nu sunt cunoscute pentru ciupercă, dar ascele ei nu se decolorează cu iod albastru.[10]

## Confuzii
Otidea leporina poate fi confundată cu mai multe specii de ciuperci neotrăvitoare, ca de exemplu: Discina ancilis sin. Discina perlata (comestibilă), Helvella silvicola sin. Wynnella silvicola (necomestibilă), Otidea abietina (inferioară), Otidea alutacea (fără valoare culinară), Otidea auricula (inferioară), Otidea bufonia (fără valoare culinară), Otidea cochleata (inferioară), Otidea concinna (comestibilă), Otidea grandis (inferioară), Otidea onotica (comestibilă),  Otidea umbrina (inferioară), Peziza muralis (inferioară) sau Peziza succosa (inferioară).

## Specii asemănătoare

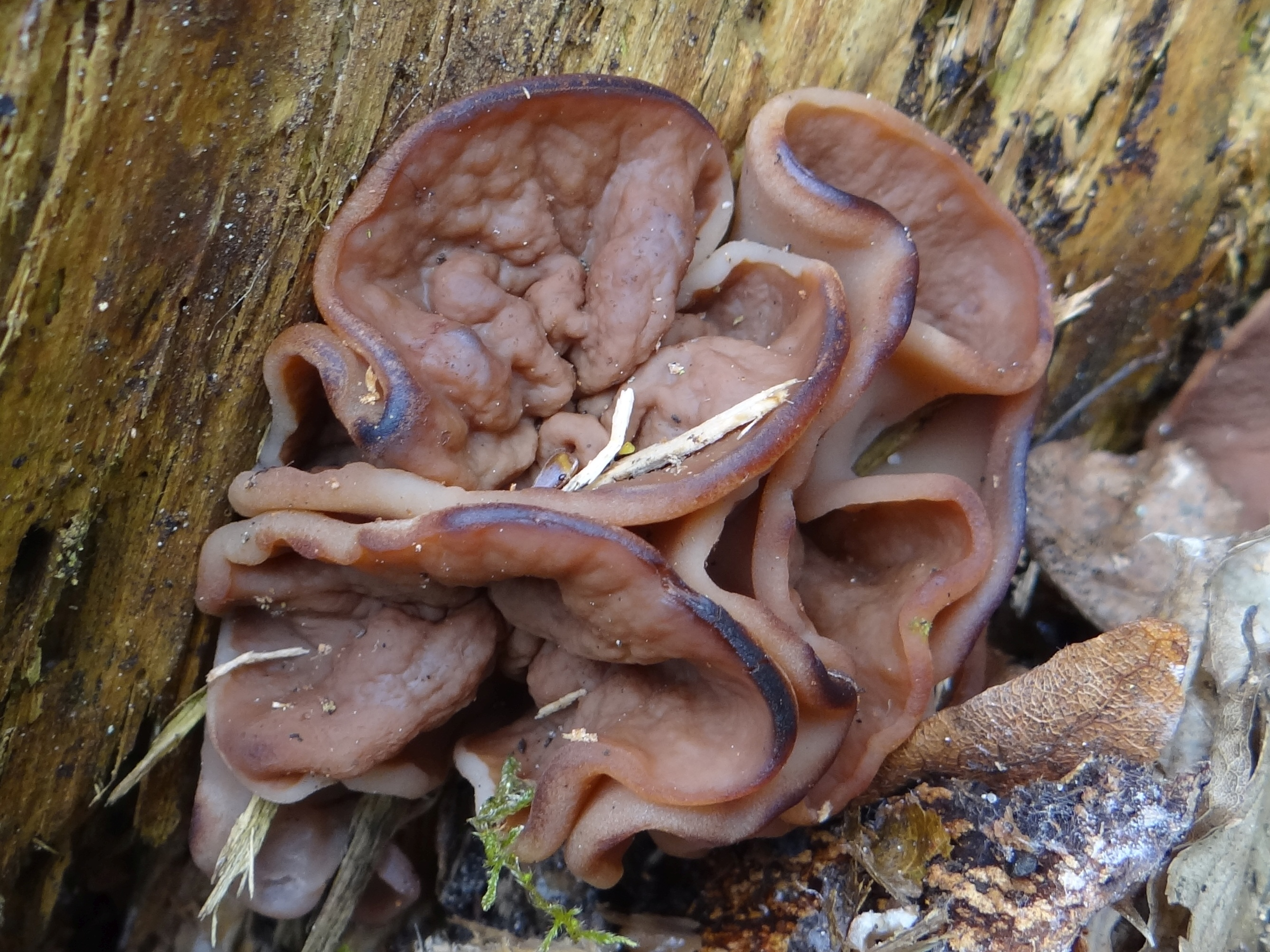
Discina ancilis sin. Discina perlata
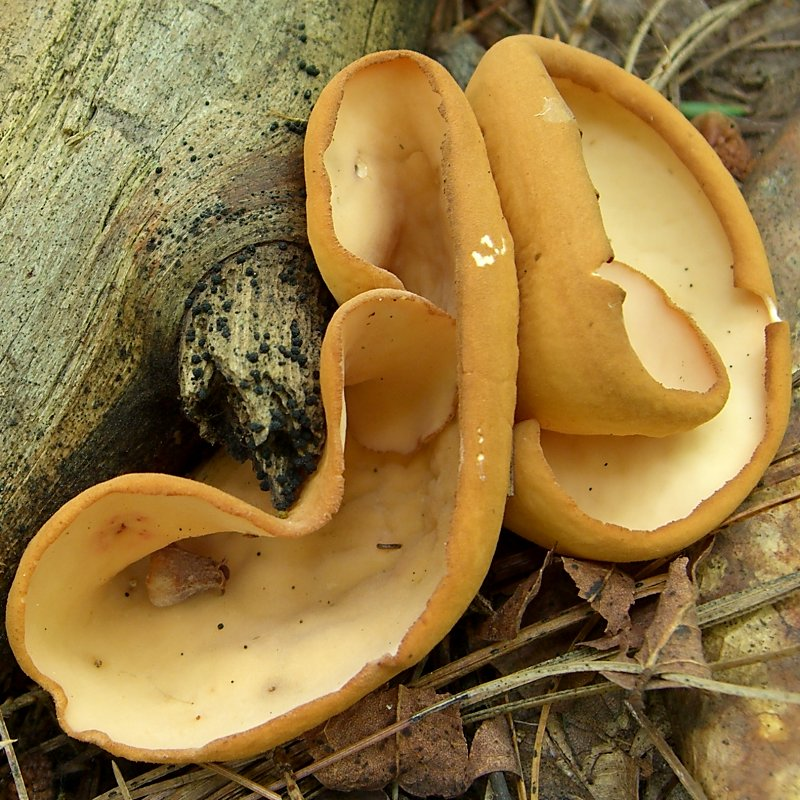
Otidea alutacea
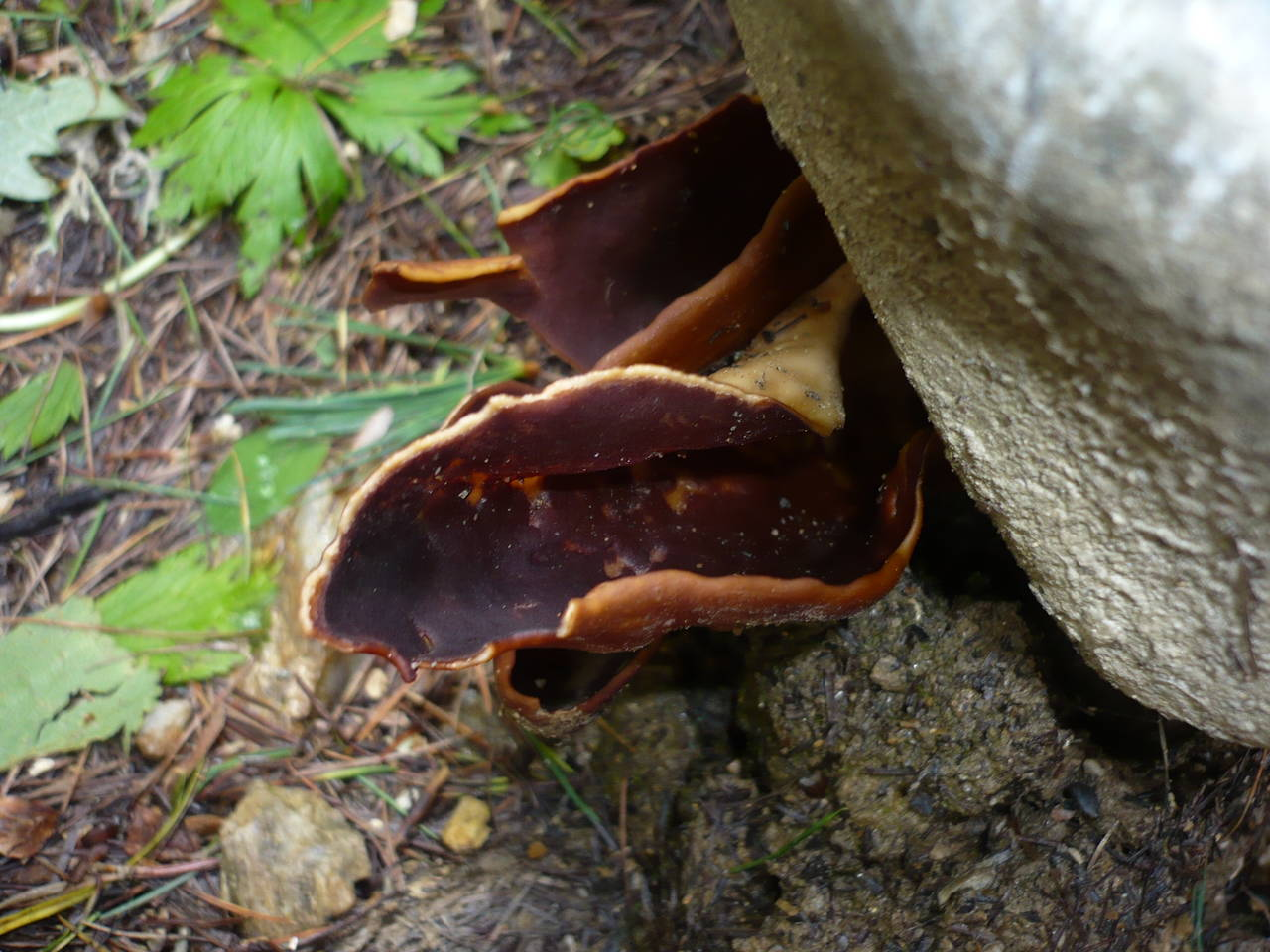
Otidea auricula
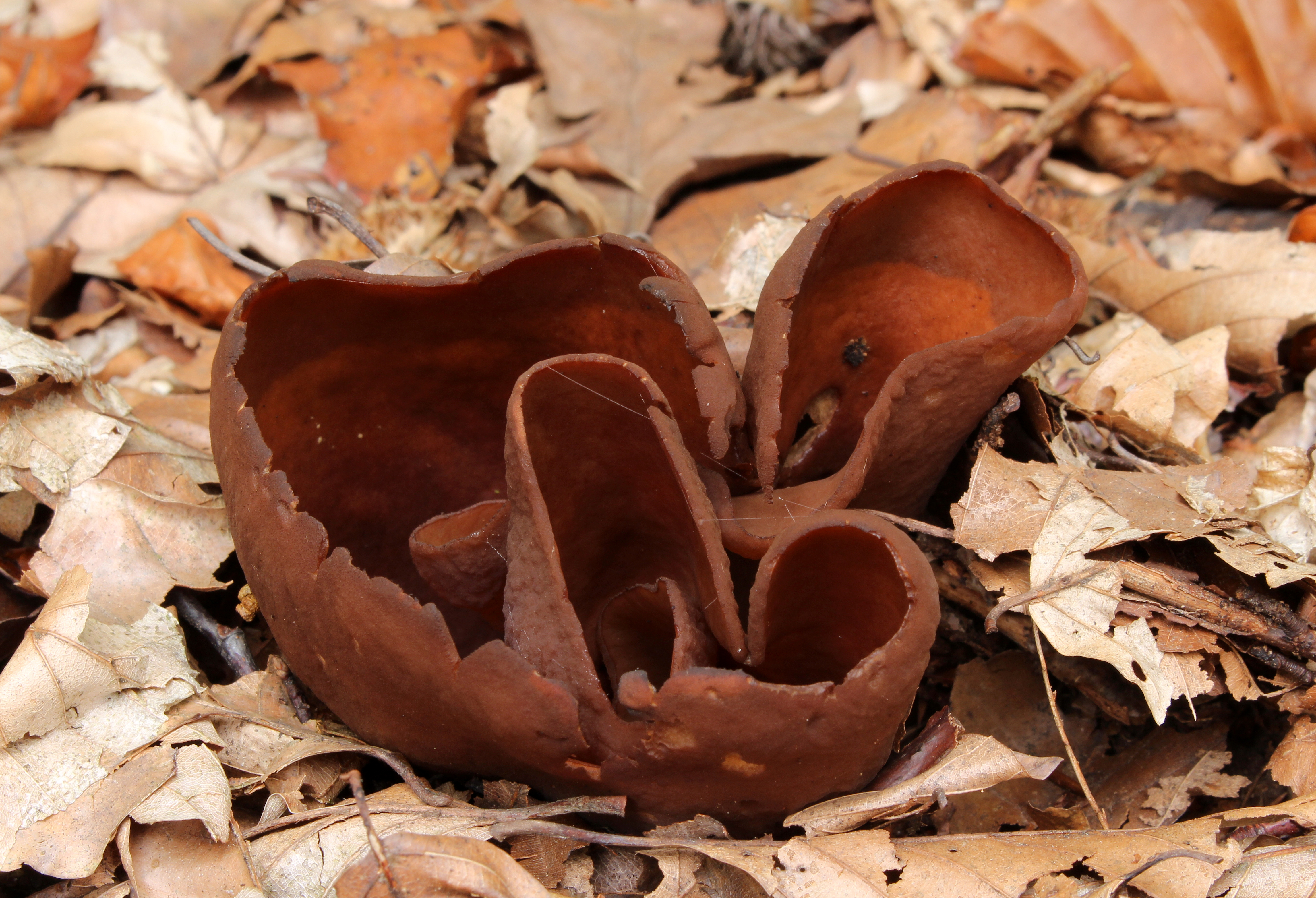
Otidea bufonia
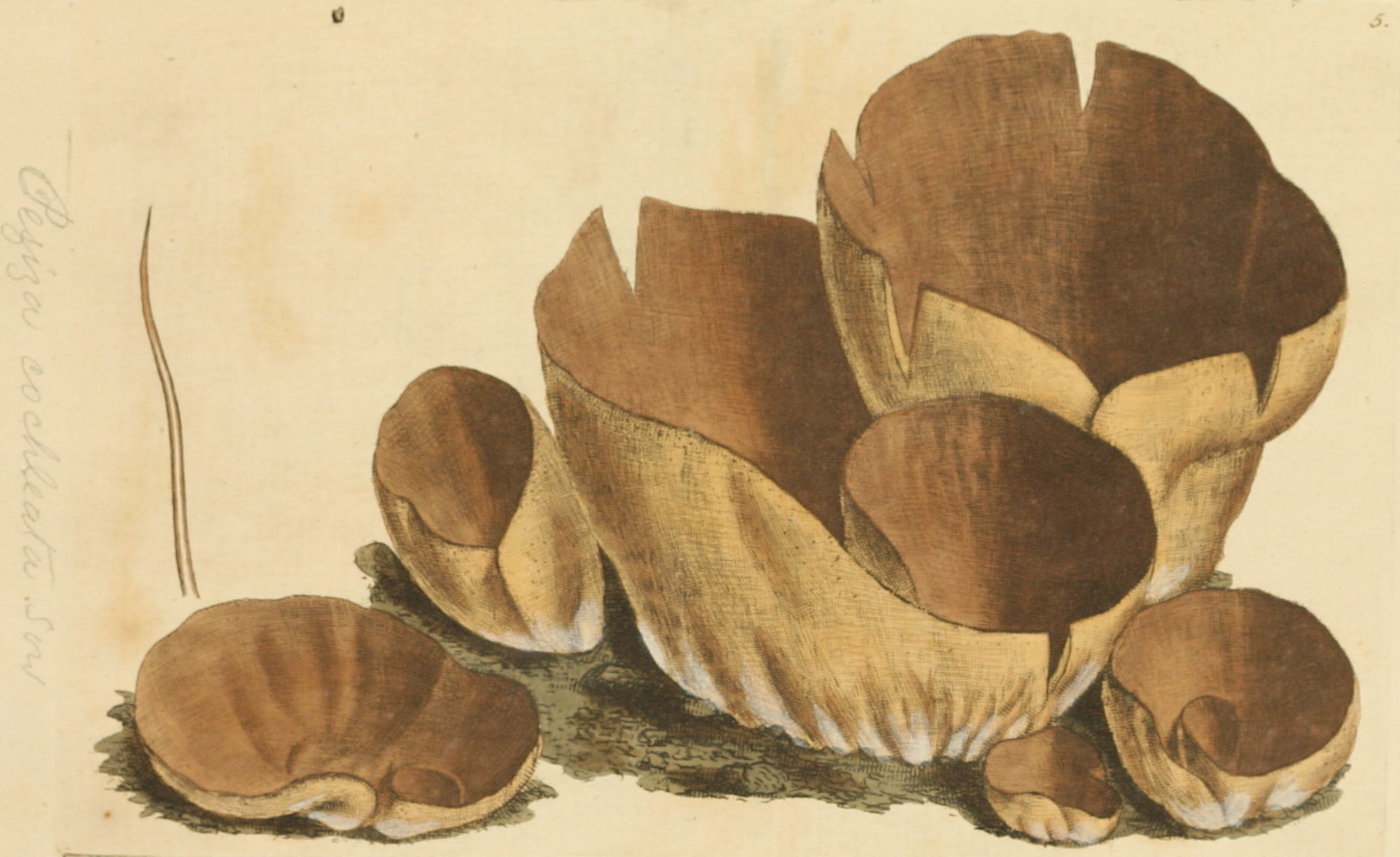
Otidea cochleata

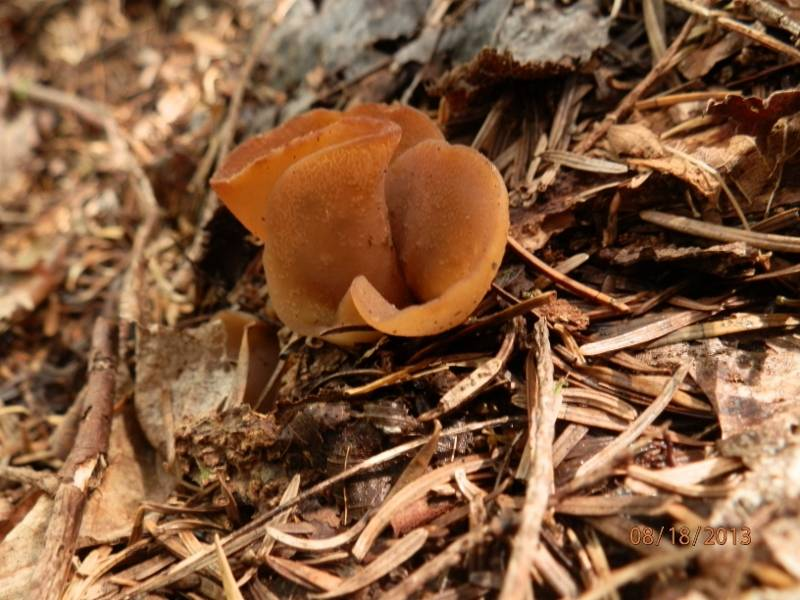
Otidea grandis
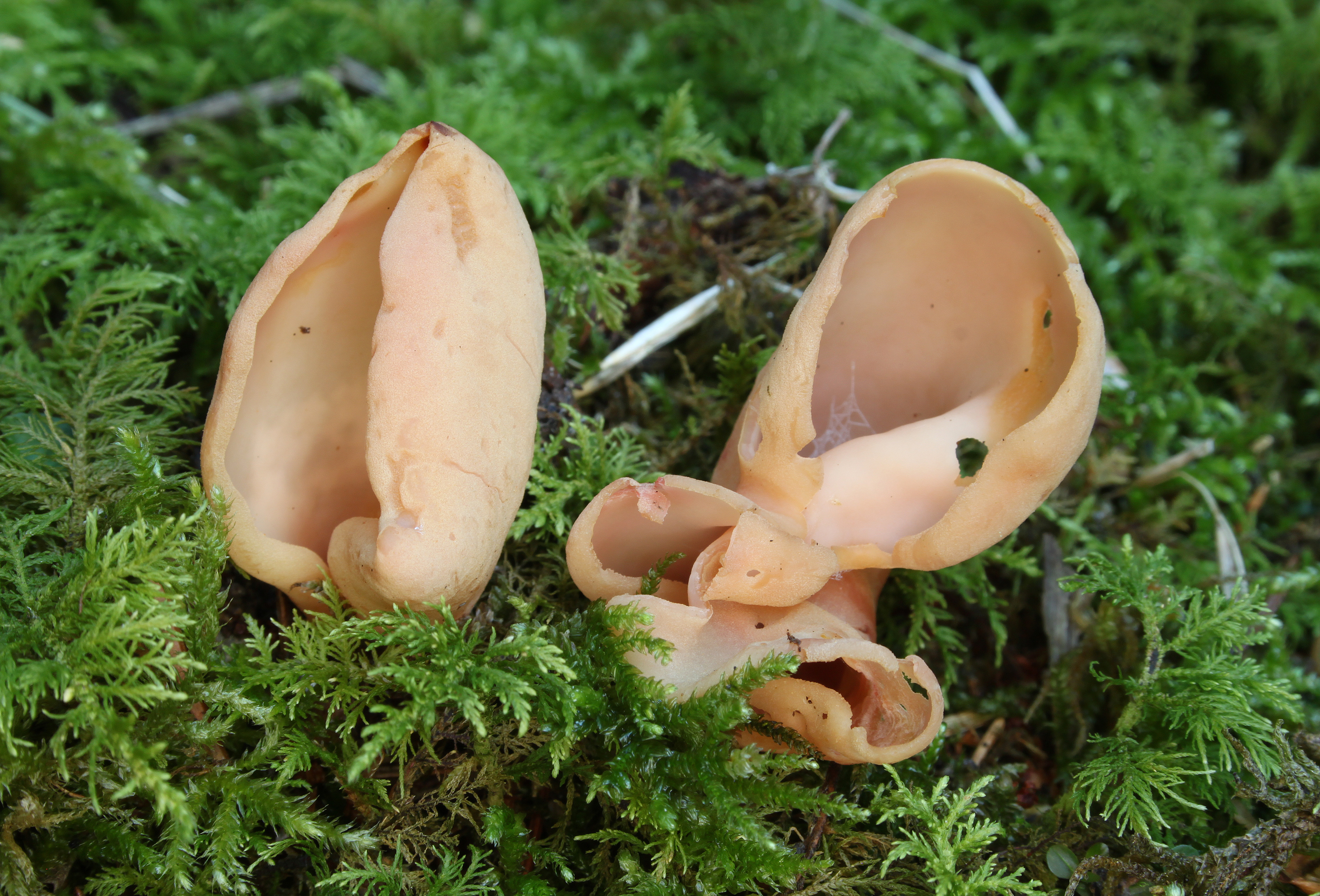
Otidea leporina
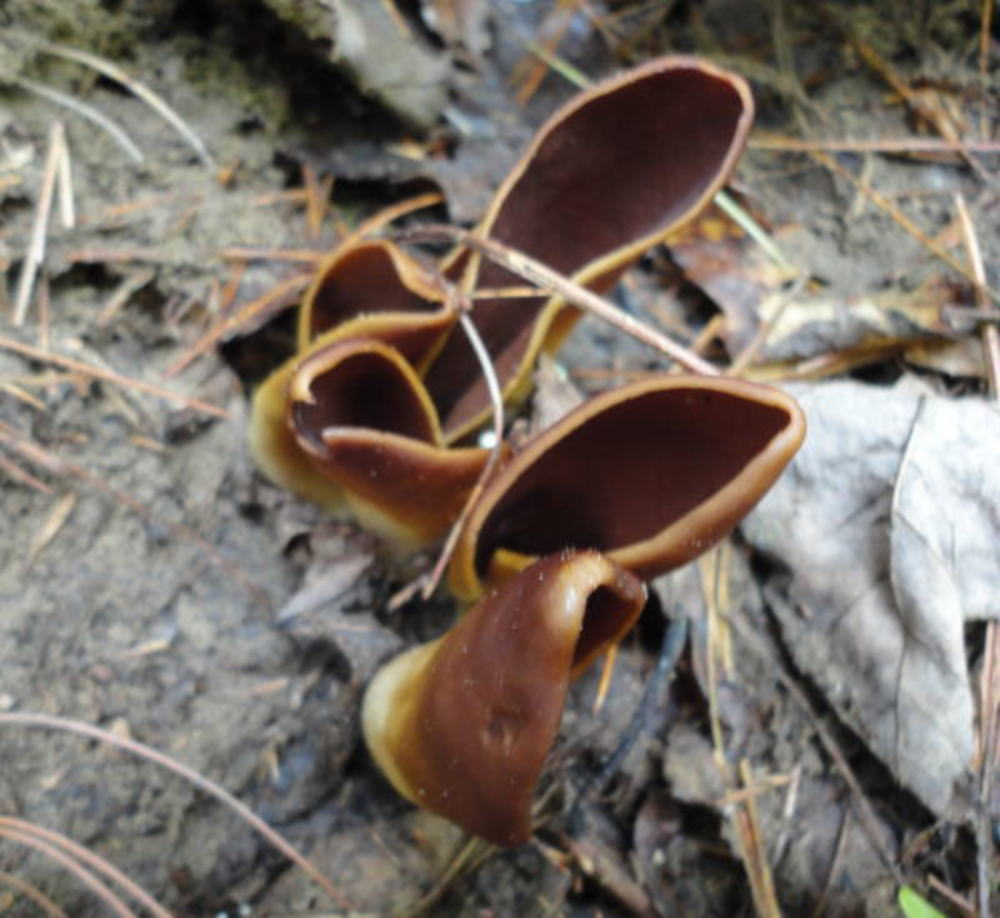
Helvella silvicola
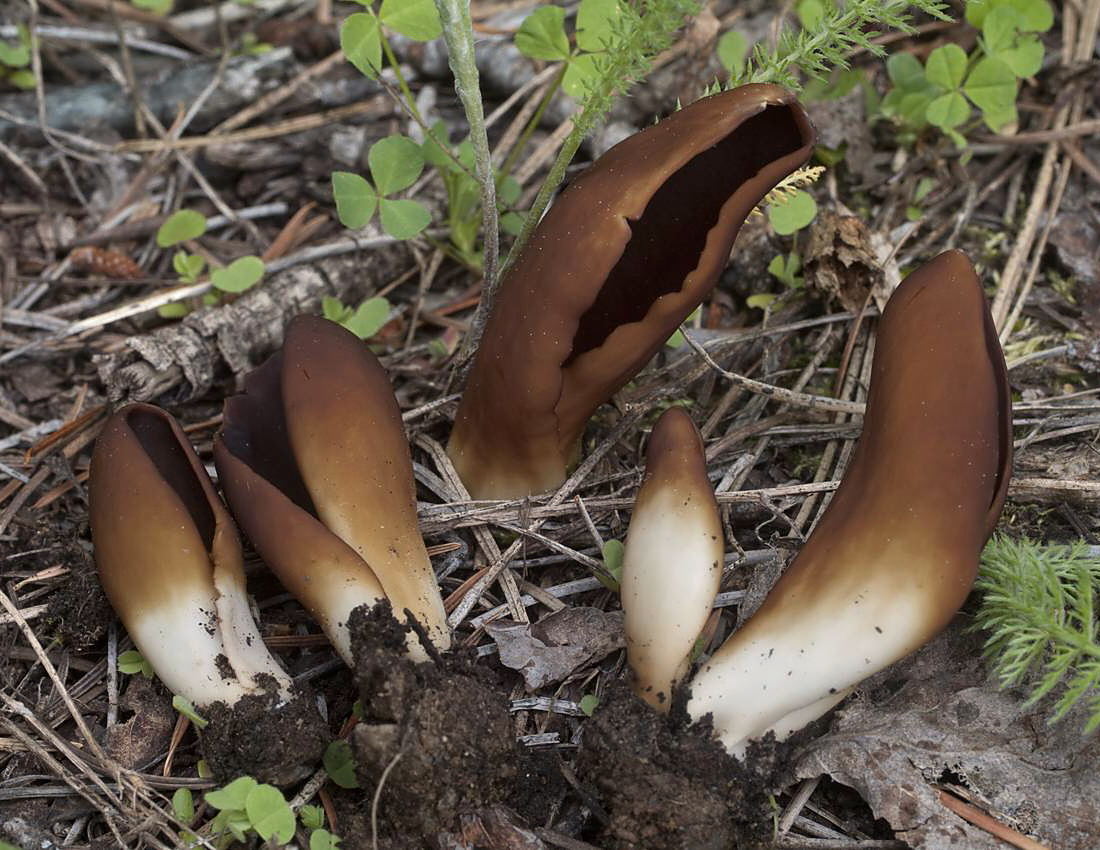
Helvella silvicola
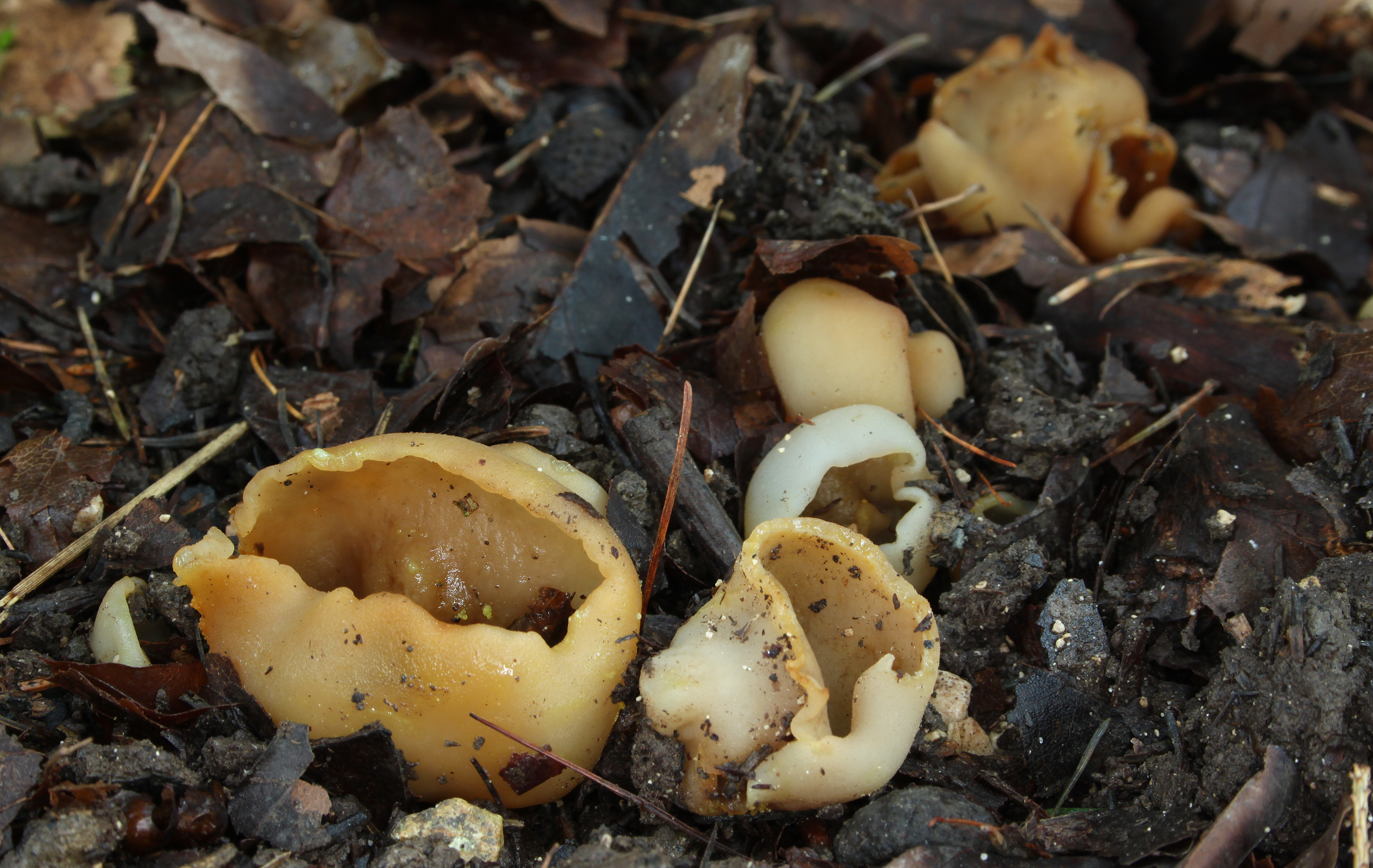
Peziza succosa

## Valorificare
Mai întâi trebuie menționat, că urechea vulpii ar putea fi mâncată crud, spre deosebire de aproape toate celelalte ascomicete. De altfel buretii pot fi preparați ca zbârciogii, de exemplu tăiați mărunt într-un sos.

## Bibiliografie
- Marcel Bon: “Pareys Buch der Pilze”, Editura Kosmos, Halberstadt 2012, ISBN 978-3-440-13447-4
- Bruno Cetto, vol. 1-3, 5 (vezi sus)
- Rose Marie Dähncke: „1200 Pilze in Farbfotos”, Editura AT Verlag, Aarau 2004, ISBN 3-8289-1619-8
- Ernst Gäumann: „Vergleichende Morphologie der Pilze”, Editura Gustav Fischer, Jena 1926
- Ewald Gerhard: „Der große BLV Pilzführer“ (cu 1200 de specii descrise și 1000 fotografii), Editura BLV Buchverlag GmbH & Co. KG, ediția a 9-a, München 2018, ISBN 978-3-8354-1839-4
- Jean-Louis Lamaison & Jean-Marie Polese: „Der große Pilzatlas“, Editura Tandem Verlag GmbH, Potsdam 2012, ISBN 978-3-8427-0483-1
- J. E. și M. Lange: „BLV Bestimmungsbuch - Pilze”, Editura BLV Verlagsgesellschaft, München, Berna Viena 1977, ISBN 3-405-11568-2
- Gustav Lindau, Eberhard Ulbrich: „Die höheren Pilze, Basidiomycetes, mit Ausschluss der Brand- und Rostpilze”, Editura  J. Springer, Berlin 1928
- Meinhard Michael Moser: „Kleine Kryptogamenflora der Pilze – vol. II a.: „Höhere Phycomyceten und Ascomyceten”, Editura Gustav Fischer, Jena 1963